# 동거 정부
동거 정부(同居政府, 프랑스어: cohabitation, 영어: cohabitation)는 프랑스와 같은 분권형 대통령제(이원집정부제, 반대통령제, 준대통령제, 이원정부제)에 등장하는 정부 형태로, 여당과 의회 다수당이 다를 경우에, 대통령이 의회 다수당 출신의 인사를 총리로 기용함으로써 구성하는 연립 정부를 일컫는다. 주로 프랑스 제5공화국에서 등장한 좌-우 연립 내각의 사례가 인용되기 때문에 좌우 동거 정부라 부르기도 하지만, 스리랑카 등 다른 국가의 사례에서 보듯 꼭 좌-우의 이념 차이만으로만 규정지을 수는 없다.
정치학자들은 동거 정부가 대통령제 하에서 자주 등장하는 분점정부의 대안이 될 수 있다고 지적한다. 그러나 이 정부형태는 2003년에 스리랑카가 보인 극단적인 정치적 긴장을 유발할 수도 있다.

## 프랑스

### 기원
프랑스는 내각제적 요소를 가진 제4공화국에서의 만연한 정치불안을 해소하기 위해 1958년 이원집정부제를 골자로 한 새 헌법을 마련하고, 제5공화국을 출범시켰다. 1962년부터, 프랑스의 대통령들은 선거인단에 의한 간접선거가 아닌 직접선거로 선출되어 왔다. 이러한 변화는 제5공화국의 대통령들이 원래 헌법에 규정된 그들의 권한 이상으로 국민에게 권한을 위임받은 대표로서의 역할까지 행하는 것을 허용하였다. 물론 여전히 의회의 다수당이 갖는 정치적 영향력은 존재하였으나, 국민에 의해 직선된 대통령이 총리를 임명하게 되면서 대통령의 권한은 입법부와 행정부 간의 갈등 국면에서 이전에 비해 우세하게 되었다. 시간이 지나면서, 이러한 행정부와 입법부 간의 힘의 불균형은 제5공화국 들어 대통령이 의회해산권이란 막강한 권한을 언제건 사용할 수 있게 되면서 심화되었다. (단, 그 시행은 1년에 한 번을 넘을 수 없는 등 엄격한 제한이 뒤따른다.)
이 체제 하에서, 대통령이 우선적으로 고려해야 할 사안은 의회의 지지를 받는 총리의 지명이다. 이는 대통령의 소속 정당과 의회 다수당이 동일할 경우에는 문제가 되지 않는다. 58년 새 헌법 개정의 주역인 드 골 대통령의 경우, 대통령 선거 직전에 실시된 총선에서 그가 이끄는 신 공화국연합(UNR)이 원내 1당이 되었던 덕에 그러한 문제를 겪을 필요가 없었다. 그러나 대통령의 임기가 7년인 데 반해, 의회 의원들의 임기는 5년이었기 때문에 언젠가는 대통령의 소속 정당 또는 정파와 의회 다수당 또는 정파가 다를 가능성은 늘 존재했다.
첫 번째 좌우 동거 정부는 1981년, 사회당 출신 대통령 프랑수아 미테랑의 당선과 함께 등장했다. 당시 의회는 우파 연합이 다수를 차지하고 있었다. 취임하자 마자, 미테랑은 의회해산권을 발동하고 새 총선 실시를 발표했다. 새롭게 실시된 총선에서 사회당이 원내 안정의석을 확보함으로써, 정국은 안정을 되찾는 듯 보였다. 그러나 5년 후에 실시된 총선에서 사회당은 우파 연합에게 과반의석을 내주고 말았고, 이것이 좌우 동거 정부의 첫 시험대가 되었다.

### 역사
프랑스에서 동거 정부가 등장한 것은 몇 차례 되지 않지만, 각각의 사례는 대통령과 총리 간의 파워게임을 잘 보여준다.

#### 프랑수아 미테랑(대통령) - 자크 시라크(총리) 시기 (1986-1988)
1986년의 총선에서, 사회당은 드골주의를 표방하는 공화국연합(RPR)에 다수당을 내주었다. 이로 인해 사회당 출신 대통령이었던 프랑수아 미테랑은 공화국연합(RPR)을 이끄는 자크 시라크를 총리로 지명할 수밖에 없었다. 미테랑과 시라크의 동거 기간 동안, 대통령은 그의 본연의 임무인 외치(外治)에 힘썼고 총리인 시라크는 내치(內治)에 집중하였다. 미테랑이 내치에서 거리를 두게 되면서, 시라크는 감세정책을 펴고 주요 기간산업의 사영화를 주도하는 등 이전의 미테랑의 개혁을 뒤집는 정책을 펴기 시작했다. 그러나 1988년에 실시된 대선에서, 미테랑은 시라크를 누르고 재선되었다. 이 여파로 그해 5월 10일, 시라크 총리가 사임하였고 미테랑은 그 후임으로 사회당의 미셸 로카르를 임명한다. 이로써 제1차 동거 정부는 막을 내리게 된다. 한편, 대선 이전인 5월 14일에 미테랑은 하원을 해산하는데 6월 5일부터 6월 12일까지 일주일간 시행된 재선거에서 사회당이 안정의석을 확보하여, 이후 미테랑은 사회당 단독 내각을 구성할 수 있게 되었다.

#### 프랑수아 미테랑(대통령) - 에두아르 발라뒤르(총리) 시기 (1993-1995)
1993년의 하원총선에서 우파가 의석의 80%를 차지하는 압승을 거둠에 따라, 미테랑은 다시 한 번 공화국연합(RPR)의 리더인 에두아르 발라뒤르를 총리로 지명하게 된다. 이로 인해 실시된 제2차 좌우 동거 정부는 1995년 5월 18일에 자크 시라크가 대통령에 당선될 때까지 유지되었다.

#### 자크 시라크(대통령) - 리오넬 조스팽(총리) 시기 (1997-2002)
1995년에 보수 진영의 자크 시라크가 진보 진영의 리오넬 조스팽을 누르고 프랑스 제22대 대통령에 당선되었다. 이미 1993년에 실시된 하원 총선에서 우파연합이 원내 다수를 차지하고 있었기 때문에, 시라크는 자신이 소속되어 있던 공화국연합의 알랭 쥐페를 총리로 기용한다. 제1당인 공화국연합과 프랑스 민주동맹(UDF) 등에 고르게 안배된 범우파 내각은 당시 프랑스 사회의 높은 실업을 해소하고 유럽 경제통화동맹(EMU) 가입 기준에 맞추기 위한 재정적자의 축소를 우선과제로 추진하였다. 그러나 고용확대정책이 생각보다 잘 추진되지 않았고, 재정적자를 줄이기 위한 사회보장제도의 축소는 전국적인 파업 등 프랑스 시민들의 반발을 불러왔다.
이러한 상황에서, 1997년에 시라크 대통령은 계속적인 개혁정책의 이행, 순조로운 EMU 가입과 국내 범보수 세력의 유지를 위해 1997년 4월 21일에 하원 해산을 발표하고, 1998년 3월로 예정된 하원 총선을 앞당겨 실시하였다. 그러나 이 계획은 좌파연합이 총 의석 577석 중 과반수가 넘는 314석을 차지함으로써 무참히 깨지고 말았다. 시라크는 사회주의자 리오넬 조스팽을 총리로 임명할 수밖에 없었는데, 조스팽은 2002년 대선에서 패배할 때까지 총리로 재임하여 제3차 좌우 동거 정부는 가장 긴 햇수를 기록하게 되었다. 시라크는 이 정부를 '마비 정부'라 불렀는데, 실제로 그는 의회 내에서 대통령으로서의 직무를 수행하는 데 큰 어려움을 겪었다. 이때, 시라크의 정치적 영향력은 미미하였고 그는 좌파 정부의 개혁 정책에 어떠한 거부도 행사하지 않았다.

### 전망
2000년에 당시 대통령이었던 시라크는 제5공화국 대통령의 임기를 7년에서 5년으로 단축하여, 의원의 임기와 맞도록 하는 헌법 개정안을 내놓아 국민투표를 통해 통과 시켰다. 이로 인해, 좌우 동거 정부의 성립 가능성은 낮아졌다. 프랑스 유권자들이 "분할 투표"를 하지 않고 대통령이 도중에 의회를 해산하지 않는 한, 이 좌우 동거 정부 체제는 등장하기 어려울 것으로 전망된다.

## 핀란드
러시아로부터 독립된 후 작성된 핀란드 헌법은 이원집정부제의 전형적인 모습을 갖추고 있다. 핀란드 대통령의 역할은 국가 안보와 국제 관계에만 집중하도록 헌법에 명확히 명시되어 있다. 이러한 방안은 애초 군주주의자와 의회주의자 간의 타협의 결과였다. 핀란드 왕국을 건설하려는 시도가 실패로 돌아가자, 강력한 대통령제를 도입한 것이다. 따라서 그간 대통령 권한 축소 및 의회 기능 강화 요구가 자주 거론되어 왔다. 마침내 2000년에 핀란드는 기존 네 개의 성문헌법을 하나로 합쳐 새로 헌법을 제정했는데, 이 헌법은 대통령에게 총리를 비롯한 법관 임명권을 주는 대신, 의회 및 내각의 권한을 대폭 강화하는 내용을 골자로 하고 있다. 핀란드의 의회는 다수의 군소정당으로 이루어져 있으며, 대통령의 임기(6년)가 의원의 임기(4년)보다 긴 탓에 동거 정부가 종종 형성된다. 그러나 이들 간에 좌-우 대립은 심하지 않은 편이다. 핀란드의 정치 제도 하에서, 대통령은 당파를 초월한 중립적 인물이어야 하며 직무를 수행하는 동안 자당과의 인연을 끊는 것이 관례로 자리잡고 있다.

## 스리랑카
스리랑카는 대통령과 총리를 서로 다른 선거를 통하여 선출하는 제도를 갖고 있다. 스리랑카는 1983년부터 다수민족 싱할리족과 소수민족인 타밀족의 민병대인 타밀 엘람 해방 호랑이(LTTE, 또는 '타밀 타이거') 간의 내전으로 몸살을 앓아왔다. 1994년에 당선되어 1999년의 조기대선에서 재선에 성공한 찬드리카 쿠마라퉁가 대통령은 타밀 타이거와 협상하여 내전을 종식시키기보다는 확전을 택했는데, 이 영향으로 2001년에 실시된 총선에서 집권 인민연합(PA)이 소수당으로 전락하고 야당인 통일국민당(UNP)가 압승을 거두게 된다. 이 총선에서 당선된 라밀 위크레메싱헤 총리를 중심으로 한 새 의회는 노르웨이의 중재를 통해 타밀 타이거와의 즉각적인 평화협상을 벌여 휴전을 하기에 이른다. 그러나 2004년 2월, 쿠마라퉁가 대통령이 전격적으로 의회를 해산하여 4월에 스리랑카는 조기총선을 맞게 된다. 이 선거에서 쿠마라퉁가가 이끄는 스리랑카 자유당(SLFP)과 마르크시스트 민족주의자들의 모임인 인민해방전선(JVP)과 동맹을 맺으며 새롭게 탄생시킨 통일국민자유연맹(UPFA)이 압승을 거두면서 스리랑카의 동거 정부 체제는 막을 내린다.

## 우크라이나
분권형 대통령제는 우크라이나에도 존재한다. 우크라이나 대통령인 빅토르 유셴코는 2004년 대선에서 자신과 맞붙었던 빅토르 야누코비치를 총리로 임명한 바 있다.

## 루마니아
루마니아 역시 분권형 대통령제를 채택하고 있다. 2008년 12월에 실시된 총선에서, 친 버세스쿠 대통령 계열인 민주자유당(PDL)과 옛 루마니아 공산당의 후신인 사회민주당(PSD)가 원내 다수당으로서 컬린 포페스쿠터리체아누 총리가 소속된 국민자유당(PNL)을 누르고 비슷한 득표율(PDL · PSD : 35%, PNL : 20%)을 보임에 따라, 이 둘 간에 연정협상이 실시되었다. 비록 총리는 민주자유당의 대표인 에밀 보크가 지명되었지만, 우익 성향의 정당과 좌익 성향의 정당이 연립정부를 세운다는 점에서 동거 정부라 볼 수 있다.

## 다른 나라들
동거 정부는 일반적인 대통령제 국가에서는 나타나지 않는다. 미합중국과 같이 대통령제를 채택하고 있는 국가들의 경우 대통령과 야당 주도의 의회 간에 권력을 분담하는 현상(이를 가리켜 분점 정부라 부른다)을 보이기도 하지만, 좌우 동거 정부는 이들 국가에서는 정의되지 않는다. 프랑스가 채택한 것과 같은 정치체제에서는 대통령 개인이 아니라 총리가 의회에 책임을 진다.
동거 정부의 이론은 프랑스로만 한정되지 않으나, 모든 입헌 국가가 그 체제를 겪지는 않는다. 그러나 동유럽 권의 많은 민주주의 국가들은 프랑스와 굉장히 유사한 정치체제를 도입하고 있으며, 곧 그들 국가에서도 동거 정부가 보편적으로 관찰될 것이다. 그러나 프랑스가 그런 것처럼, 만약 그 나라들이 행정부와 입법부에 대한 선거를 동시에 실시한다면 그들 국가에서 동거 정부는 나타날 가능성이 희박하다.

## 같이 보기
- 분점 정부

## 참고 문헌
- http://news.bbc.co.uk/1/hi/world/south_asia/3256649.stm
- Raymond, G (2000) The President: Still a ‘Republican Monarch’? in Raymond, G (ed) Structures of Power in Modern France, Macmillan Press, Basingstoke
- Sartori, G (1997) Comparative Constitutional Engineering, 2nd Ed., Macmillan Press, Basingstoke
- Elgie, R (2003) Political Institutions in Contemporary France, OUP, Oxford
- Knapp, A and Wright, V (2001) The Government and Politics of France, 4th Ed., Routledge, London
- Cohendet, M. (2005) ‘The French Cohabitation, A Useful Experiment?’ CEFC:China
- People’s Daily Online, (2002), France Bids Farewell to Right-Left 'Cohabitation’, Monday, June 17, 2002 (Last accessed 16 February 2006).
- Shiloh, T. (2002) Muted reaction as France heads right, Monday, June 10, 2002 (Last accessed 15 February 2006).